# 1-壬炔
1-壬炔（英語：1-nonyne）是壬炔的一种，有正壬烷的骨架结构，1号与2号碳原子之间为碳碳三键，是重要的化学合成原料。它可由1,1-二溴-1-壬烯和正丁基锂在四氢呋喃/戊烷中于低温反应，再水解得到。